# オリガ・クニッペル

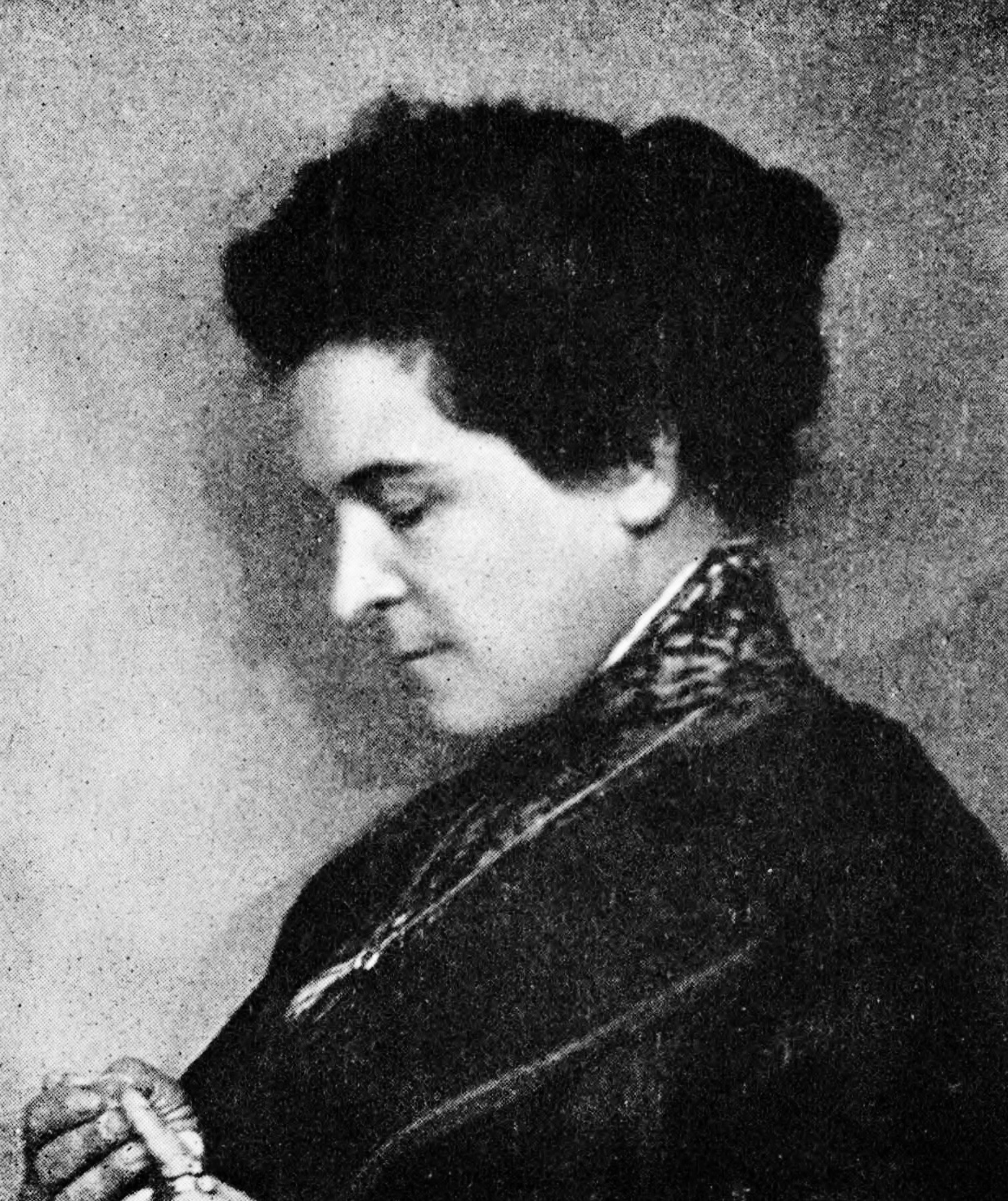
オリガ・クニッペル（1920年代頃）

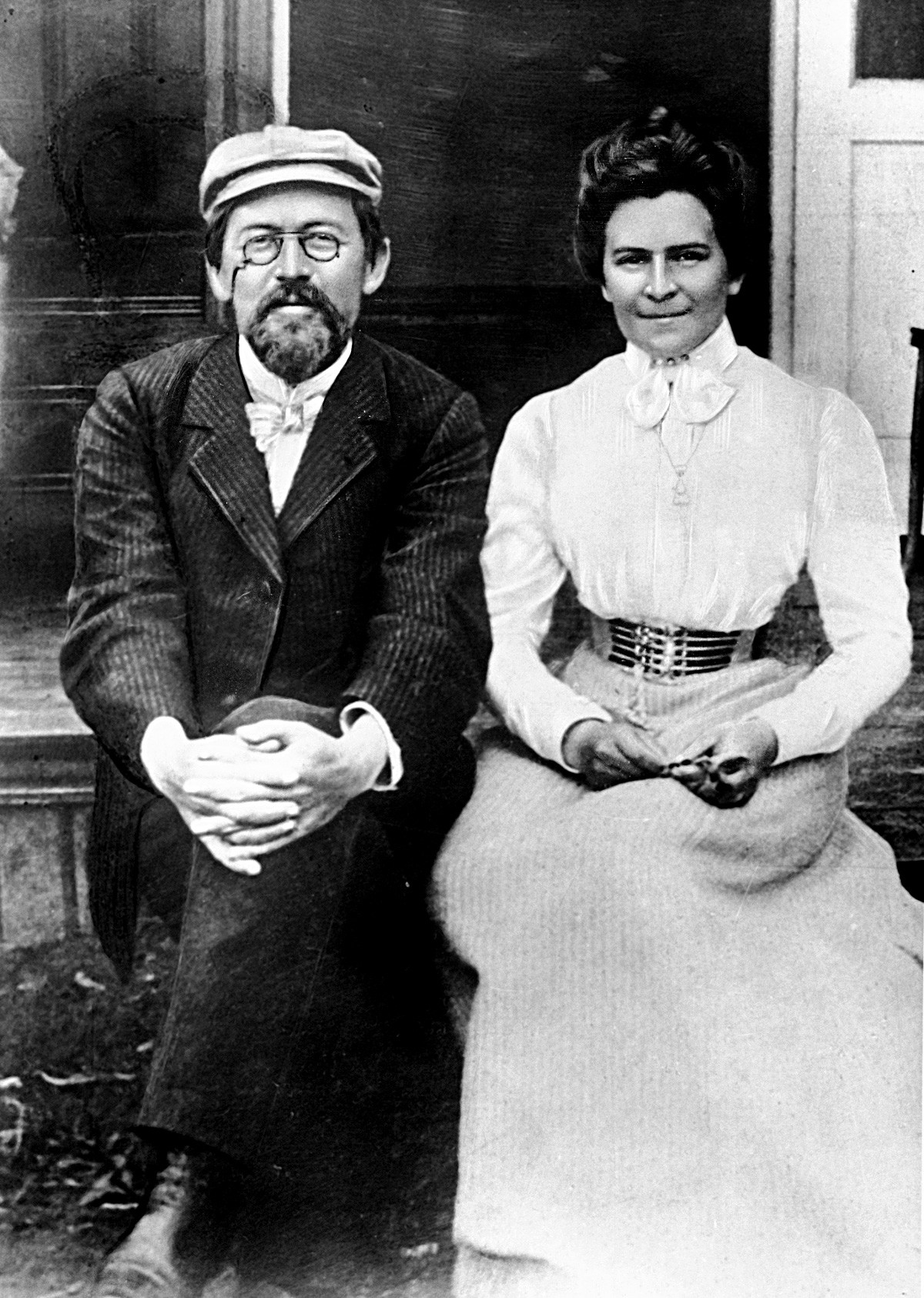
新婚旅行でのチェーホフとオリガ（1901年）

オリガ・レオナルドヴナ・クニッペル （Olga Leonardovna Knipper ,ロシア語: О́льга Леона́рдовна Кни́ппер-Че́хова, 1868年9月21日 - 1959年3月22日）は、ロシアの俳優。帝政時代からソヴィエト連邦時代まで活躍した。小説家・劇作家アントン・チェーホフの妻として知られる。
オリガは、1898年にコンスタンチン・スタニスラフスキーらが設立したモスクワ芸術座の、39人の設立時メンバーの一人である。アントン・チェーホフの戯曲『かもめ』（1898年、サンクトペテルブルク初演）のアルカージナ役、『三姉妹』（1901年）初演時のマーシャ役、『桜の園』のラネーヴスカヤ夫人役、ワーニャ叔父さんのエレーナ役を演じた。1943年のモスクワ芸術座『桜の園』300回記念公演で、再びラネーヴスカヤ夫人役を演じた。ドイツの俳優オルガ・チェーホヴァは姪であり、ソヴィエトの作曲家レフ・クニッペルは甥にあたる。

## 生涯

### 幼年時代
オリガはレオナルドとアンナの娘として生まれ（誕生日は旧暦では9月9日となる）、彼女の両親はともにドイツ系であったが、オリガの父は一族の伝統によりロシアでそのことに不満をもらすような無駄な時間を使わなかった。オリガが生まれた頃、レオナルドはグラツォフという小さな町で工場を託されていた。
オリガが生まれて2年後、一家は中流階級の生活を送れるようになってモスクワへ移った。兄コンスタンチンと弟ウラジミールにはさまれて、オリガは大切に育てられた。彼女は私立の女学校に入学した。厳格な学校生活により、流暢にフランス語、ドイツ語、英語を話せるようになり、音楽と歌唱のレッスンを受けた。オリガは画家として非凡な才能を見せ、また、夕食の宴に友と家族を楽しませようとピアノの伴奏をした。しかし父は、彼の第二の祖国での社会的慣例から外れることを懸念し、オリガがまだ若いうちより良い相手と結婚させ、専業主婦にさせることを明らかに望んでいた。母のアンナ・イワノヴナは、歌手やピアニストとして非常に才能があったものの、プロとして芸術の道に進むのをあきらめさせられたことから、オリガもそうすべきだと感じていた。
1894年、父が急死し、25歳のオリガと母アンナは、満足な暮らしの陰で父が行っていた未払いの債務によるトラブルに巻き込まれた。オリガとアンナは2人とも、暮らしのため、音楽と歌のレッスンを始めた。5人いた召使いのうち4人を解雇し、より小さな家に移り住んだ。オリガの、舞台俳優として成功したいという望みはまだ消えていなかった。母の賛成がなくとも彼女の意志は先んじていた。彼女の社交界でのつながりをあきらめることは、オリガのかなえようとしている夢の犠牲であった。「私は自分の人生でいかなるときも何かを追い求めてきた。求め、精力的に演じたものは達成する可能性があると信じてきた。私は常に成功し、自分の道を進んできたことで後悔したことは一度もない」と、彼女は書いている。

### 俳優への道
オリガは手短にマリー劇場付属演劇学校に籍を置いたが、わずか1ヶ月で退学した。気の進まない母の助けで、オリガは音楽協会学校(フィルハーモニー学院演劇部)に入り、のちモスクワ芸術座の設立者となるウラジミール・ネミロヴィチ・ダンチェンコ、グリケリア・フェドートフに教わった。ダンチェンコは、オリガと同窓生フセヴォロド・メイエルホリド（のちロシア革命後のロシア演劇を代表する人物）をコンスタンチン・スタニスラフスキーに紹介した。
堅い信頼関係に結ばれていたといわれ、ダンチェンコはオリガとメイエルホリドに、自分とスタニスラフスキーが新たな劇団の設立計画を練っていることを告白した。ダンチェンコは、この劇団に加わり、その名声を確立していった2人の俳優を確保した。数週間後、首都モスクワに新劇団が設立された。1898年6月14日、劇団はモスクワ市内のプシキノに呼び集められた。そこは、スタニスラフスキーがオリガら劇団員全てに向かい、「皆がそれぞれの人生を捧げて、ロシアにおける最初の純理論の、倫理的な、普遍的に誰もが入れる劇場を創ろう」と演説した場所であった。

### チェーホフとの出会い
オリガが30歳の誕生日を迎えた9月9日の、戯曲『かもめ』の下稽古中、彼女はこの戯曲の作者で当時38歳のアントン・チェーホフと出会った。その後数年間、オリガとチェーホフは電報と手紙を交わし合った。その間に、オリガはチェーホフの妹マーシャと親しくなった。遊び心に溢れ、しつこい不定期な手紙は、互いに遠く離れて暮らしていても、次第に愛情と同情の溢れる手紙となっていった。オリガの本質は文通した手紙の中で輝いていた。彼女の一時的なむら気、移り気な気質、それらが突発的な高尚な精神と組み合わさり、病がちのチェーホフを元気にさせていた。1900年冬、チェーホフは療養していたヤルタから戻ってモスクワへ向かった。彼は心の中の愛しい女優のため書いた新しい戯曲を携えていた。「『三姉妹』の中のどんな部分にも私はあなたを念頭においていたのです。10ルーブル下さい。そして戯曲を自分の物にしてください。そうでなければ、私は他の女優にこの作品をあげてしまうでしょう」と、チェーホフはオリガに書き送った。
多くの類似点がオリガと、チェーホフの書いた『三姉妹』の登場人物マーシャの間にあった。オリガは一男三女の兄弟の真ん中の娘を演じた。4人のうち唯一の既婚者で、3人姉妹のうち最も才能ある人物である。教養があり洗練された若い女性として描かれ、フランス語・ドイツ語・英語を話せる。そして第一級のピアニストであるという、オリガ自身の才能に非常に似ていることは間違いない。オリガは、楽しんでチェーホフが描いたというマーシャ役を、自分への賞賛として受け取った。

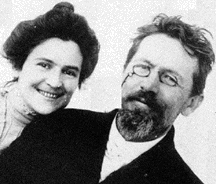
チェーホフとオリガ

チェーホフとオリガは、1901年5月25日に歓喜の十字架教会で挙式した。それは突然で、誰も、チェーホフの母と妹、オリガの母ですら知らされないままの小さな結婚式だった。親しい友人と家族の多くがその秘密主義に傷ついた。1902年頃、オリガが流産を経験したと、2人の文通の内容を根拠に指摘する研究者がいる。2人の結婚生活はわずか3年にも満たなかった。1904年7月に夫チェーホフは、ドイツの静養先で肺結核で死去した。
オリガ・レオナルドヴナ・クニッペル＝チェーホワは、その後もモスクワ芸術座を代表する女優として舞台に立ち続けた。
1959年3月22日、オリガはモスクワで、90年の生涯を閉じた。

## 関連書籍
- オリガ・クニッペル 『夫チェーホフ』 池田健太郎編訳（麦秋社、1979年）
- 『チェーホフ＝クニッペル往復書簡』 牧原純・中本信幸編訳（全3巻、麦秋社）
- 牧原純 『二人のオリガ・クニッペル　チェーホフと「嵐」の時代』未知谷、2013年